# Gröben (Teuchern)
Gröben (Teuchern) este o comună din landul Saxonia-Anhalt, Germania.